# Eda Nagayama
Eda Nagayama (São Paulo, 1970) é uma atriz e escritora brasileira.
Graduou-se em Artes Cênicas e fez mestrado em Comunicação e Estética do Audiovisual na USP, é Doutora em Estudos Linguísticos e Literários, também pela USP. Desenvolveu projetos multidisciplinares sobre os problemas dos imigrantes e refugiados. Seu primeiro romance, Desgarrados, foi o vencedor do Programa Nascente, promovido pela USP, na categoria texto.
Como atriz, trabalhou no filme Gaijin - Ama-me Como Sou e nas novelas Metamorphoses, Água na Boca, Vende-se Um Véu de Noiva e Corações Feridos.

## Filmografia

### Televisão
| Ano  | Título                   | Personagem            | Notas                                 |
| ---- | ------------------------ | --------------------- | ------------------------------------- |
| 2004 | Metamorphoses            | Júlia                 |                                       |
| 2005 | A Diarista               | Fumiko                | Episódio: "O Japão Nosso de Cada dia" |
| 2008 | Água na Boca             | Keiko                 |                                       |
| 2009 | Vende-se Um Véu de Noiva | Dra. Cláudia          |                                       |
| 2012 | Corações Feridos         | Regina Batista        | [ 5 ]                                 |
| 2013 | Chiquititas              | Fê Sayeg              |                                       |
| 2013 | Casamento Blindado       | Wilma                 |                                       |
| 2015 | I Love Paraisópolis      | Juíza Roberta Takada[ | [ 6 ]                                 |

### Cinema
| Ano  | Título                   | Personagem                |
| ---- | ------------------------ | ------------------------- |
| 2005 | Gaijin - Ama-me como Sou | Shinobu Yamashita - jovem |
| 2010 | De Pernas pro Ar         | Japonesa                  |
| 2015 | O Melhor Som do Mundo    | —                         |

### Teatro
| Ano     | Título                    |
| ------- | ------------------------- |
| 1993-94 | Mitsuko                   |
| 2007    | O Caminho dos Mortos      |
| 2020    | Eu, Ota, rio de Hiroshima |

## Obras
- 2013 - Traço Comum: [mini/ micro] contos - independente
- 2013 - Palavracidade (com Nivaldo Godoy) - independente
- 2015 - Desgarrados - Cosac Naify
- 2018 - Yaser - Ateliê Editorial